# Scogli Isca
Gli scogli Isca sono un gruppo di scogli dell'Italia sito nel mar Tirreno, in Calabria, nel comune di Belmonte Calabro.
Fanno parte della Riserva Naturale Marina WWF "Oasi Blu Isca".

## Geografia
Il territorio, che si trova a circa 800 metri dalla costa, è formato da due grandi scogli, che rappresentano i resti di un antico promontorio; il più piccolo, a Sud, è denominato Isca Piccola, e il più grande, a Nord, Isca Grande. 
Nell’area sono presenti altre formazioni rocciose sommerse, tra cui la Secca della Limoncella, situata a circa un miglio da Isca e, in corrispondenza dell’abitato di Amantea, sul fondale, dai 16 ai 22 metri di profondità, vi sono tre scogli sommersi, denominati il Villaggio dei saraghi.
Attualmente disabitati, gli scogli sono stati citati nell'Odissea di Omero.
L’area del Parco Marino, istituito con la Legge Regionale n.12/2008, ricade tra i comuni di Amantea e Belmonte Calabro, ed è estesa per circa 69 ha.

## Flora e fauna
I fondali, frequentati dagli amanti di immersione subacquea, sono caratterizzati da estese praterie di posidonia ad alta biodiversità, importante nursery per pesci anche di interesse economico, e fondamentali per la salvaguardia delle coste dall’erosione, sottoposta a fenomeni di regressione per il notevole deposito di detriti fondali; sono presenti anche margherite di mare, madrepore arancioni, ricci, spirografi, spugne. 
È stata rilevata la presenza, sino a pochi anni fa sconosciuta, di importanti colonie di coralligeno con gorgonie (Paramuricea clavata), corallo nero (Antipathella subpinnata) e falso corallo nero (Savalia savaglia). 
Oltre alla presenza della comune fauna mediterranea - scorfani, saraghi, occhiate, polpi, murene e grandi cernie, l'area è zona di passaggio per delfini, stenelle e tartarughe marine della specie Caretta caretta.
Sugli scogli di Isca sostano gabbiani, ballerine di mare e talvolta anche aironi. 